# ورزشگاه شابان-دلمس
ورزشگاه شابان-دلمس (انگلیسی: Stade Chaban-Delmas) یک ورزشگاه فوتبال و راگبی در شهر بوردو، فرانسه است.
این ورزشگاه که در سال ۱۹۳۰ ساخته شده در سال‌های ۱۹۳۵، ۱۹۸۷ و ۱۹۹۸ بازسازی شده و ظرفیت آن ۳۴٬۶۹۴ می‌باشد. ورزشگاه شابان-دلمس یکی از ورزشگاه‌های جام جهانی فوتبال ۱۹۳۸ و جام جهانی فوتبال ۱۹۹۸ بوده است.

## نگارخانه

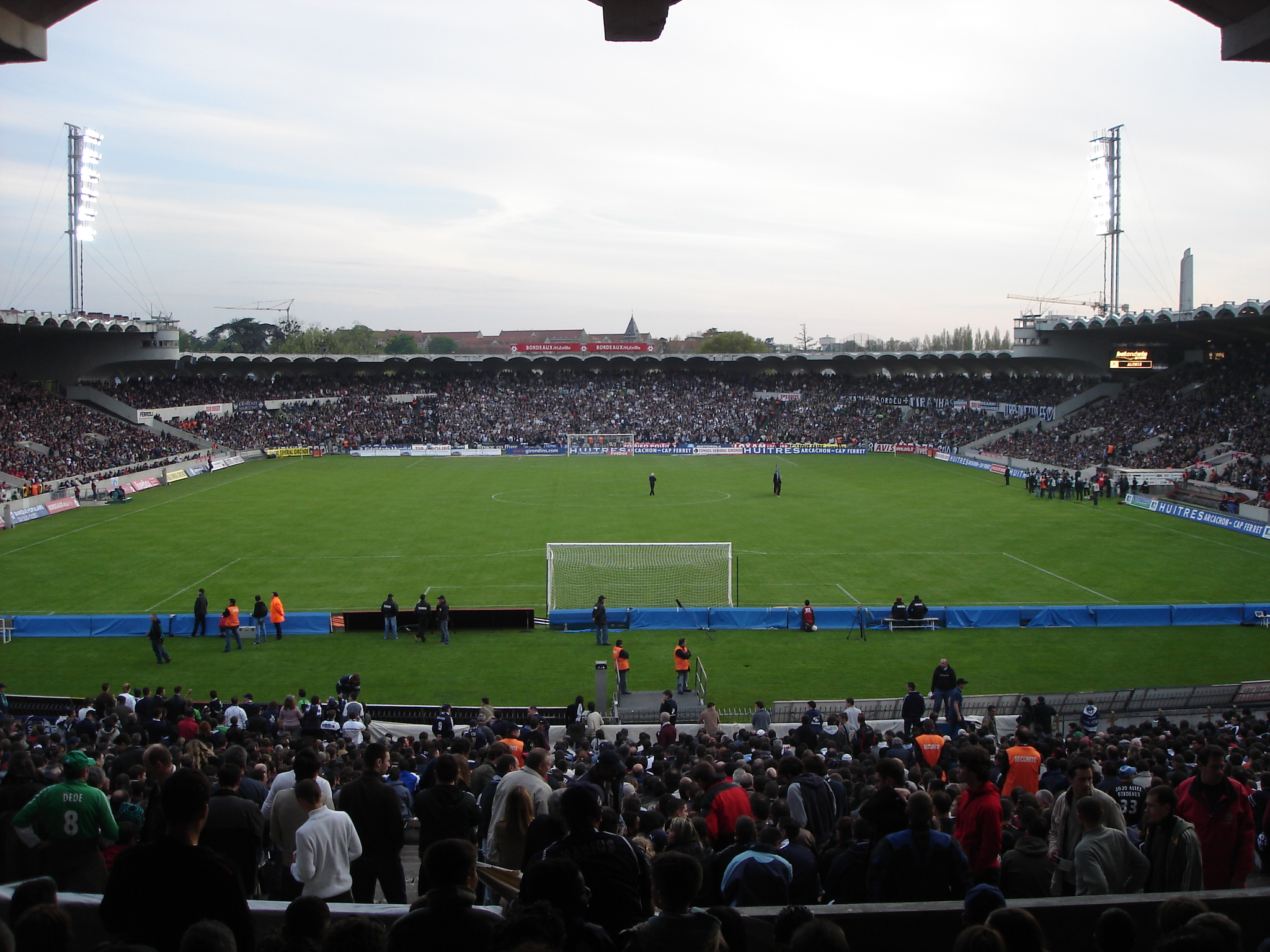
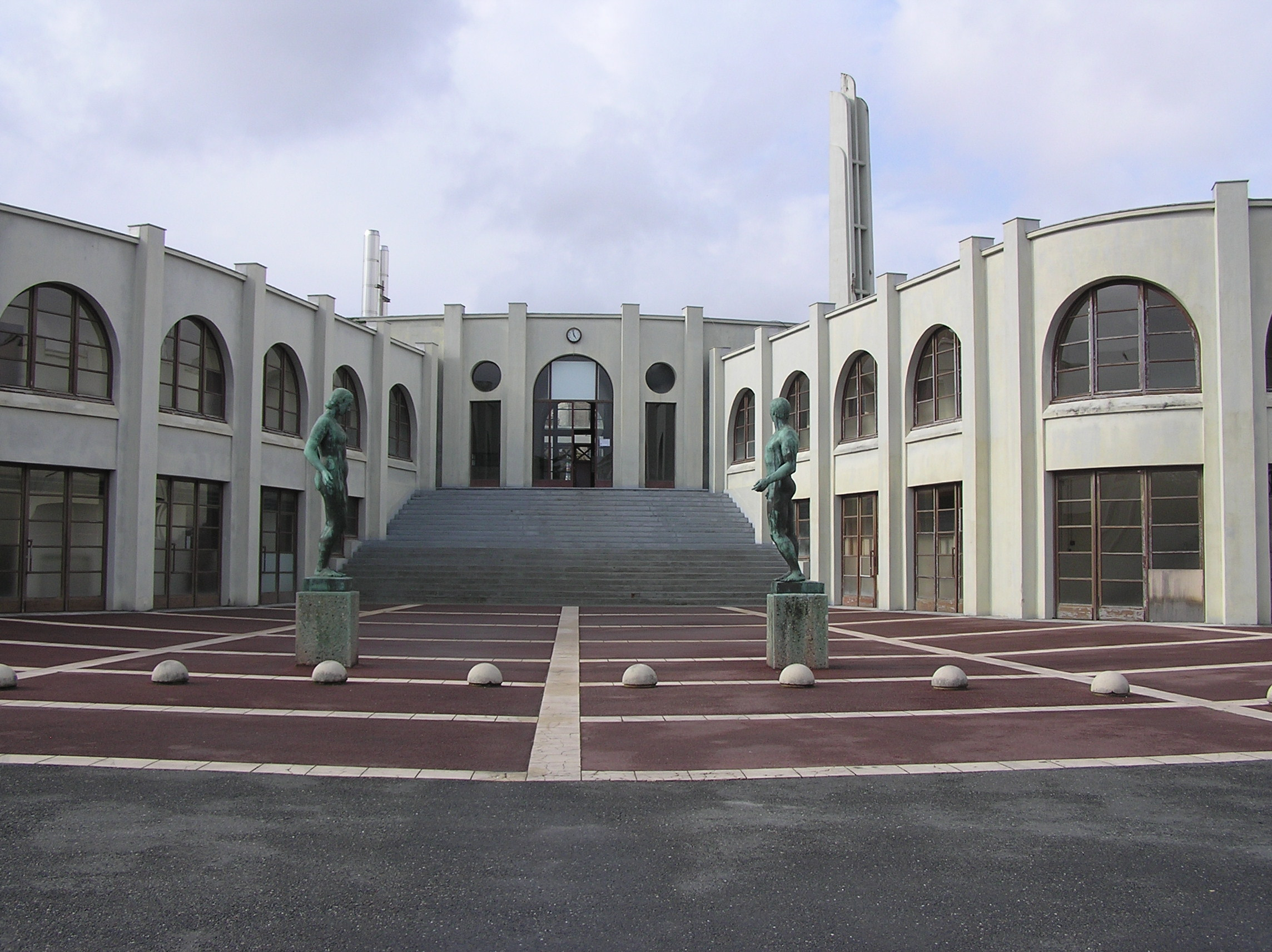
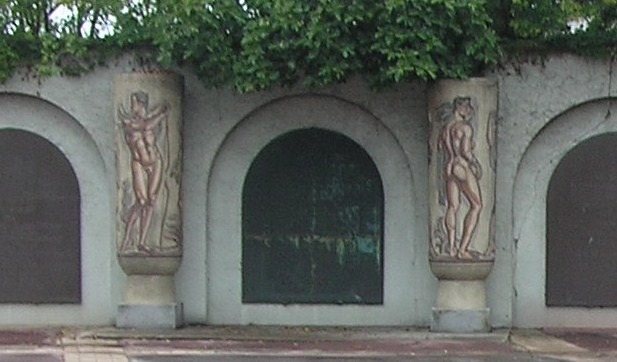